# Gymnázium Šrobárova 1, Košice
Gymnázium Šrobárova 1 je střední škola v Košicích a je jedno z nejstarších na území Slovenska. Vzniklo v roce 1891 původně jako Státní vyšší dívčí škola. V současné době funguje jako všeobecné čtyřleté gymnázium s možností specializace a s nabídkou mezinárodních vzdělávacích programů.

## Dějiny školy

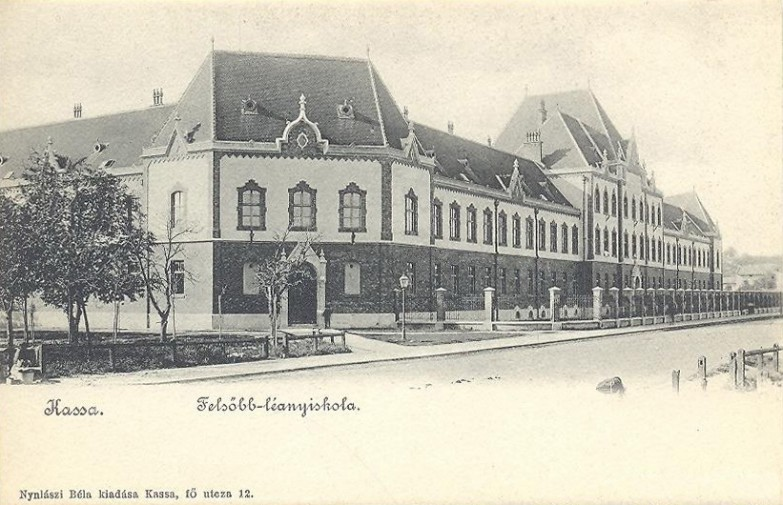
Gymnázium kolem roku 1900

V září 1891 byla zahájena výuka na nově vzniklé Státní vyšší dívčí škole, tehdy ještě v budově na košické Hlavní ulici. Po 24 let školu veda ředitelka Elza Kolacsovszká, učitelka maďarštiny a dějepisu. V roce 1896 se škola přesunula do nově vzniklé secesní budovy v Šrobárově ulici, kde sídlí dodnes. Po vzniku Československa se škola přeměnila na státní dívčí reálné gymnázium. Podmínkou pro přijetí byla mj. i dobrá znalost slovenštiny. Výuka v maďarském jazyce byla obnovena po Vídeňské arbitráži v roce 1938 a připojení Košic k Maďarsku, kdy se opět změnil název instituce na Maďarské královské dívčí gymnázium. Východní část budovy byla přidělena Maď. královskému státnímu gymnáziu Jánose Hunfalvyho, který se přesunul do Košic z Miskolce. Školní rok 1948/1949 byl prvním, kdy na gymnáziu studovali společně s děvčaty i chlapci.

### Historické názvy
- 1891-1919 Vyšší dívčí škola
- 1919-1928 Československé státní reformní reálné gymnázium
- 1928-1938 Státní dívčí reálné gymnázium
- 1938-1944 Maďarské královské státní dívčí gymnázium
- 1945-1948 Státní dívčí gymnázium
- 1948-1953 Druhé Gymnázium, Šrobárova 46
- 1953-1960 2. a 3. jedenáctiletá střední škola
- 1960-1969 Střední všeobecně vzdělávací škola
- 1969-1990 Gymnázium Šrobárova 46
- 1991-současnost Gymnázium Šrobárova 1

Zdroj:

## Významní absolventi
- Dušan Grúň
- Tomáš Janovic
- Zora Kolínska
- Jozef Psotka
- Richard Raši
- Jozef Urban